# Lessemsaurus sauropoides
Il lessemsauro (Lessemsaurus sauropoides; intitolato a Don Lessem) era un dinosauro erbivoro appartenente ai sauropodomorfi. Visse nel Triassico superiore (Norico, circa 218 milioni di anni fa) e i suoi resti fossili sono stati ritrovati in Sudamerica (Argentina). È considerato un parente prossimo dei sauropodi.

## Descrizione
Questo dinosauro è noto grazie ai resti di una serie di vertebre, rinvenute nella formazione Los Colorados. Queste vertebre erano dotate di archi neurali molto alti, circa il doppio del centro vertebrale, una caratteristica molto diversa rispetto ai prosauropodi suoi contemporanei. Le vertebre suggeriscono un tipo di muscolatura notevole. Probabilmente Lessemsaurus era un grande erbivoro quadrupede, che poteva raggiungere i 10 metri di lunghezza, dotato di un collo piuttosto lungo e di zampe possenti.

## Tassonomia
Il lessemsauro è stato descritto per la prima volta nel 1999 dal paleontologo argentino José Bonaparte, ed è stato attribuito inizialmente alla famiglia dei melanorosauridi. Questa famiglia, in realtà, comprende vari animali di diversa collocazione sistematica, e non è più considerata un gruppo unitario. Lessemsaurus potrebbe essere uno dei più antichi esempi di dinosauro sauropode (il gruppo di cui fanno parte i giganti giurassici come Diplodocus e Brachiosaurus), poiché gli alti archi neurali delle vertebre posseggono caratteristiche che si ritroveranno nei successivi sauropodi, come una costrizione dietro e al di sotto delle zigapofisi. È probabile che Lessemsaurus fosse parte di una radiazione di sauropodomorfi, come Blikanasaurus e Antetonitrus, che diede origine ai veri sauropodi. Accanto a Lessemsaurus viveva un altro sauropodomorfo più primitivo, Riojasaurus.